# 奧萊娜·烏申科
奧萊娜·烏申科（烏克蘭語：Олена Усенко，羅馬化：Olena Usenko，2007年6月18日—），烏克蘭歌手和女演員，曾代表烏克蘭參加2021年歐洲青少年歌唱大賽。她居住於白采爾克瓦，並在基輔的卡塔普塔藝術音樂學校學習。
在2021年歐洲少年歌唱大賽之前，她參加了烏克蘭之聲的第5季，也於2020年參加過歐洲少年歌唱大賽的全國選拔，獲得第二名。